# Java Community Process
Java Community Process (JCP) – sformalizowany proces, zgodnie z którym powstają specyfikacje związane z rozwojem przyszłych wersji i nowych funkcji platformy Java.